# Jean Michel Caubo
Jean Michel Caubo (eigenlijk Johannes Michael Caubo) (Maastricht, 28 april 1891 – Dautmergen, 13 februari 1945) was een Nederlandse verzetsstrijder tijdens de Tweede Wereldoorlog.

## Jeugd en werk
Caubo werd geboren als zoon van veldwachter Harrie Caubo en groeide op in Schin op Geul. Hij ging werken bij de Nederlandse Spoorwegen en werd uiteindelijk "Chef Restaurateur" op de internationale trein Amsterdam-Parijs van Wagons Lits toen de oorlog uitbrak. In die tijd woonde hij al twintig jaar in Parijs vanwege zijn werk en had daarom zijn voornaam verfranst in Jean Michel.

## Verzetswerk

### Begin
Sinds het begin van de oorlog was hij betrokken bij het verzet. Het begon met informeel mensen in de trein hulp te verlenen die op de vlucht waren voor de Duitsers. Later sloot hij zich aan bij het ondergrondse netwerk Dutch-Paris die hulproutes organiseerden om mensen vanuit de bezette gebieden naar veiliger oorden als Zwitserland en Spanje te brengen. De groep werd geleid door een Nederlander met een textielzaak in Lyon, Johan Hendrik Weidner, en bestond uit onder andere uit de Nederlanders Salomon Chait, Herman Laatsman, Larremans, Lejeune, Benno Nijkerk, Jacques Rens, Aan de Stegge, Veerman en Wisbrun. De groep heeft in totaal zo'n 1.080 mensen, waaronder 800 Nederlandse Joden en meer dan 112 neergehaalde geallieerde piloten kunnen redden. Caubo had de taak om deze mensen via de treinverbinding Amsterdam-Parijs naar Frankrijk te begeleiden.

### In Parijs
Toen na een aantal jaren deze treinen niet meer reden door de oorlog werd Caubo bureauchef op het Parijse treinstation Gare du Nord. Hij had zijn eigen kantoor en was verantwoordelijk voor de dienstregelingen en vertrektijden van de treinen. Het station was en is een eindstation. Wie van hier uit verder naar het Zuiden wilde reizen, moest dus door de stad naar een ander station. Zijn kantoor werd een opvangplek voor vluchtelingen waarvandaan hij onbemerkt om de controles heen begeleidde om naar elders door te kunnen reizen. Ook zijn vrouw, de Luxemburgse Marie Schenk was betrokken bij het verzetswerk alsmede hun twee zoons. Zij wisten steeds, wie er geallieerden waren (groepjes met alleen mannen, Engels sprekend) en wie Joden (gemengde gezelschappen)

## Arrestatie
Door de arrestatie van een medewerkster van de verzetsgroep in februari 1944 werden ook Caubo en zijn gezin opgepakt. Thuis werden zij opgewacht door een speciale Franse politie eenheid en op het bureau ondervraagd. Zijn vrouw Marie kon nog ongezien belangrijke documenten vernietigen. Na drie dagen mochten zij en de kinderen weer naar huis. Caubo werd getransporteerd naar het doorgangskamp Fresnes en daarna naar Compiègne waar hij zwaar verhoord werd door de Duitsers. Tijdens zijn verblijf daar waren er heftige bombardementen in Parijs. Hierdoor kreeg zijn vrouw een hartaanval waardoor ze op 21 april 1944 overleed. Een van zijn zoons die toen zestien jaar oud was, toog naar Compiègne waar hij vijf minuten lang zijn vader mocht spreken om hem het verlies van zijn vrouw te vertellen. Geflankeerd door twee SS'ers met machinepistolen hoorde Caubo zijn zoon aan en sprak "Blijf vertrouwen hebben; na de oorlog zullen we alles oplossen." Hierna werd hij afgevoerd en dat was het laatste wat zijn familie van hem hoorde.

## Gevangenschap en overlijden
Caubo kwam uiteindelijk via de concentratiekampen Natzweiler-Struthof, Dachau, Ottobrunn en Neuengamme terecht in het concentratiekamp Dautmergen. Dit was een zogenaamd buitencommando behorend bij Natzweiler. Hier wist Caubo onder mensonterende en wrede omstandigheden bijna nog een jaar te overleven. Uiteindelijk bezweek hij aan de combinatie van mishandelingen, ondervoeding en dwangarbeid op 13 februari 1945.

## Verder personalia en nalatenschap
Caubo was gehuwd met de Luxemburgse Marie Schenk (1895-1944). Zij hadden samen drie kinderen, twee zoons (een tweeling geboren in 1927) en een dochter (geboren in 1934). Na de oorlog ontving Caubo postuum onderscheidingen voor zijn verzetswerk uit Frankrijk, Groot-Brittannië, Amerika en Nederland. Hij is onder meer drager van Amerikaanse Medal of Freedom die hij toegekend kreeg in 1946 alsmede het Verzetsherdenkingskruis en het Frans Croix d'Honneur.  Op de enige Nederlandse militaire begraafplaats in Frankrijk, de Erebegraafplaats in Orry-la-Ville aan de RD 1017 halverwege tussen La Chapelle-en-Serval en Pontarmé, bevindt zich een gedenkteken waarop Caubo wordt genoemd. Zijn familie heeft drie keer geprobeerd, hem voor te dragen bij Yad Vashem, maar dat werd niet gehonoreerd. Het zou niet gebleken zijn, dat hij zich er wel van bewust was, dat hij Joden aan het redden was.